# المفتش غاجيت (فلم)
المفتش غاجيت (بالإنجليزية: Inspector Gadget) فيلم أمريكي كوميدي وهو مبني على أساس سلسلة الرسوم المتحركة المحقق غادجيت،فليم من إخراج ديفيد كيلوج، أما البطولة فكانت لـ ماثيو برودريك، وروبرت ايفرت.أنتج هذا الفيلم عام 1999 من قبل ديك إنترتينمنت وشركة والت ديزني وCaravan Pictures.

## وصلات خارجية
- مقالات تستعمل روابط فنية بلا صلة مع ويكي بيانات
- المفتش غاجيت على موقع أول موفي.